# قائمة الثدييات في فلسطين
هذه قائمة 'بأنواع الثدييات المسجلة في الأراضي الفلسطينية' في قطاع غزة والضفة الغربية.
تُستخدم العلامات التالية لتسليط الضوء على حالة حفظ كل نوع وفقًا لتقييم الاتحاد الدولي لحفظ الطبيعة:
| EX | 'منقرض'                     | لا شك في موت آخر نوع.                                                                                                |
| EW | 'منقرض في البرية'           | معروف فقط بالبقاء في الأسر أو في شكل تجمعات طبيعية جيدة خارج النطاق السابق.                                          |
| CR | 'مهدد بالانقراض'            | هذا النوع على وشك الانقراض في البرية.                                                                                |
| EN | 'معرض للانقراض'             | يواجه هذا النوع خطر مرتفع للغاية بالانقراض في البرية.                                                                |
| VU | 'عرضة'                      | يواجه هذا النوع ارتفاع مخاطر الانقراض في البرية.                                                                     |
| NT | 'قريب من التهديد بالانقراض' | هذا النوع لا يفي بأي من المعايير التي من شأنها أن تصنف بأنها تخاطر بالانقراض ولكن من المرجح أن تفعل ذلك في المستقبل. |
| LC | 'أقل قلق'                   | لا توجد مخاطر حالية لهذا النوع.                                                                                      |
| DD | 'قصور بيانات'               | لا توجد معلومات كافية لإجراء تقييم للمخاطر لهذه الأنواع.                                                             |

## الرتبة:الوبريات

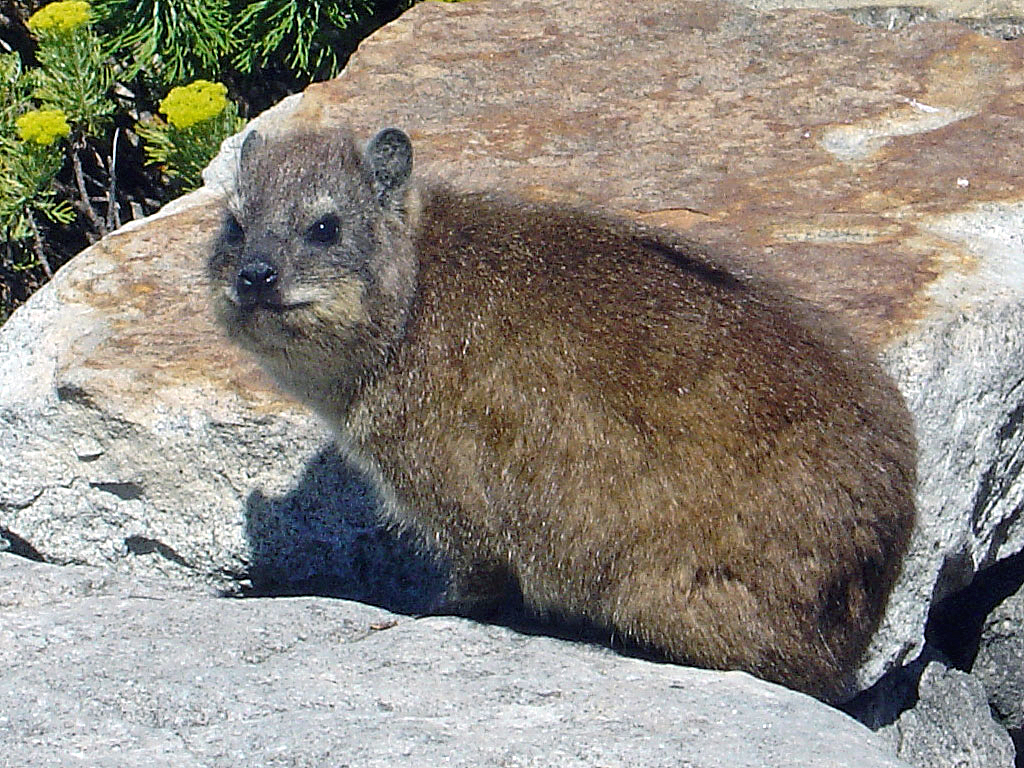
وبر صخري

الوبر عبارة عن أربعة أنواع من الثدييات العاشبة ذات الفراء، بحجم القطة، والتي قد تشبه القوارض للوهلة الأولى، ولكن لديها حوافر وقواطع كلابية، موطنها الأصلي هو أفريقيا والشرق الأوسط.
- العائلة: وبريات
  - الجنس: وبر
    - وبر صخري LC

## الرتبة:القوارض

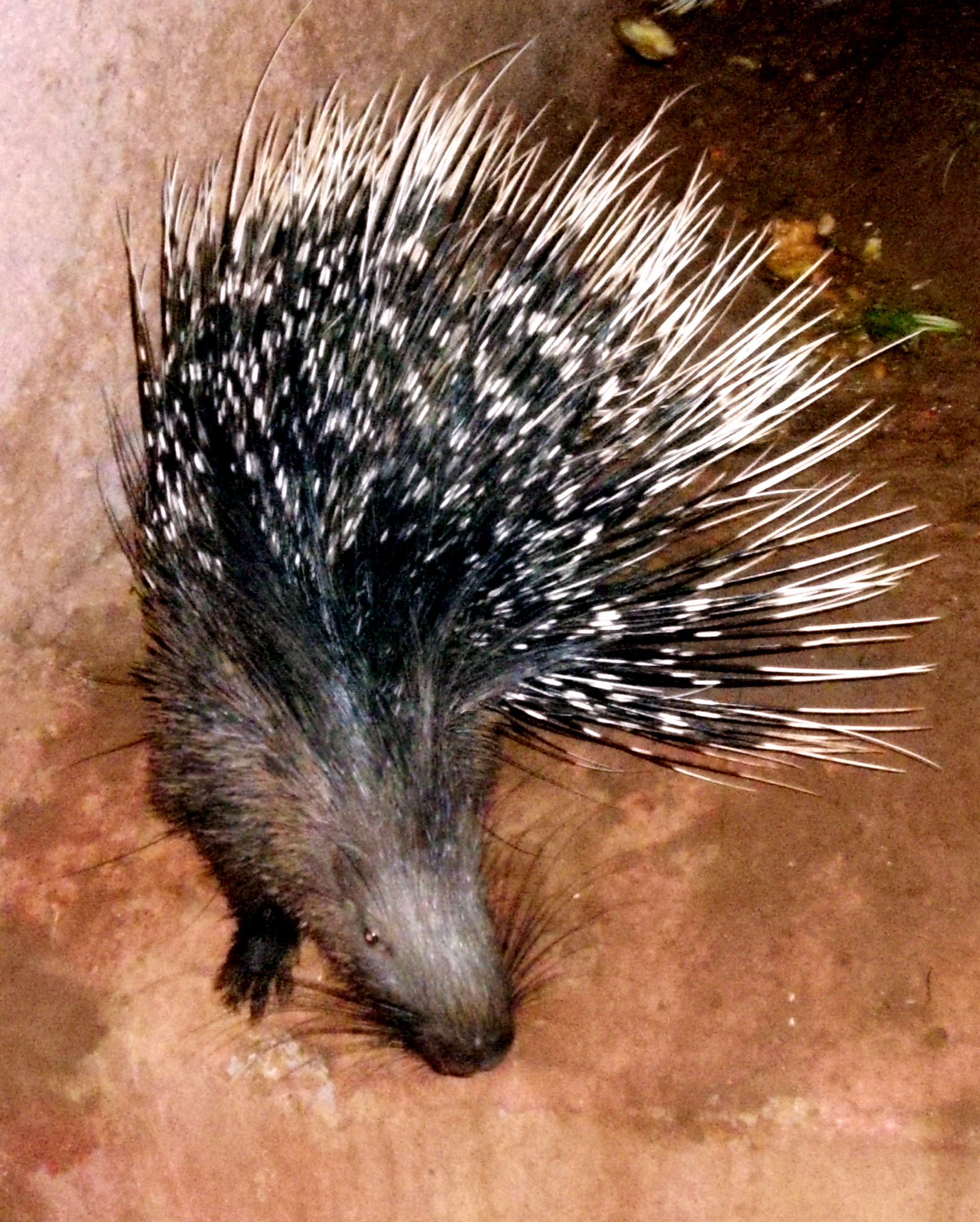
شيهم متوج هندي

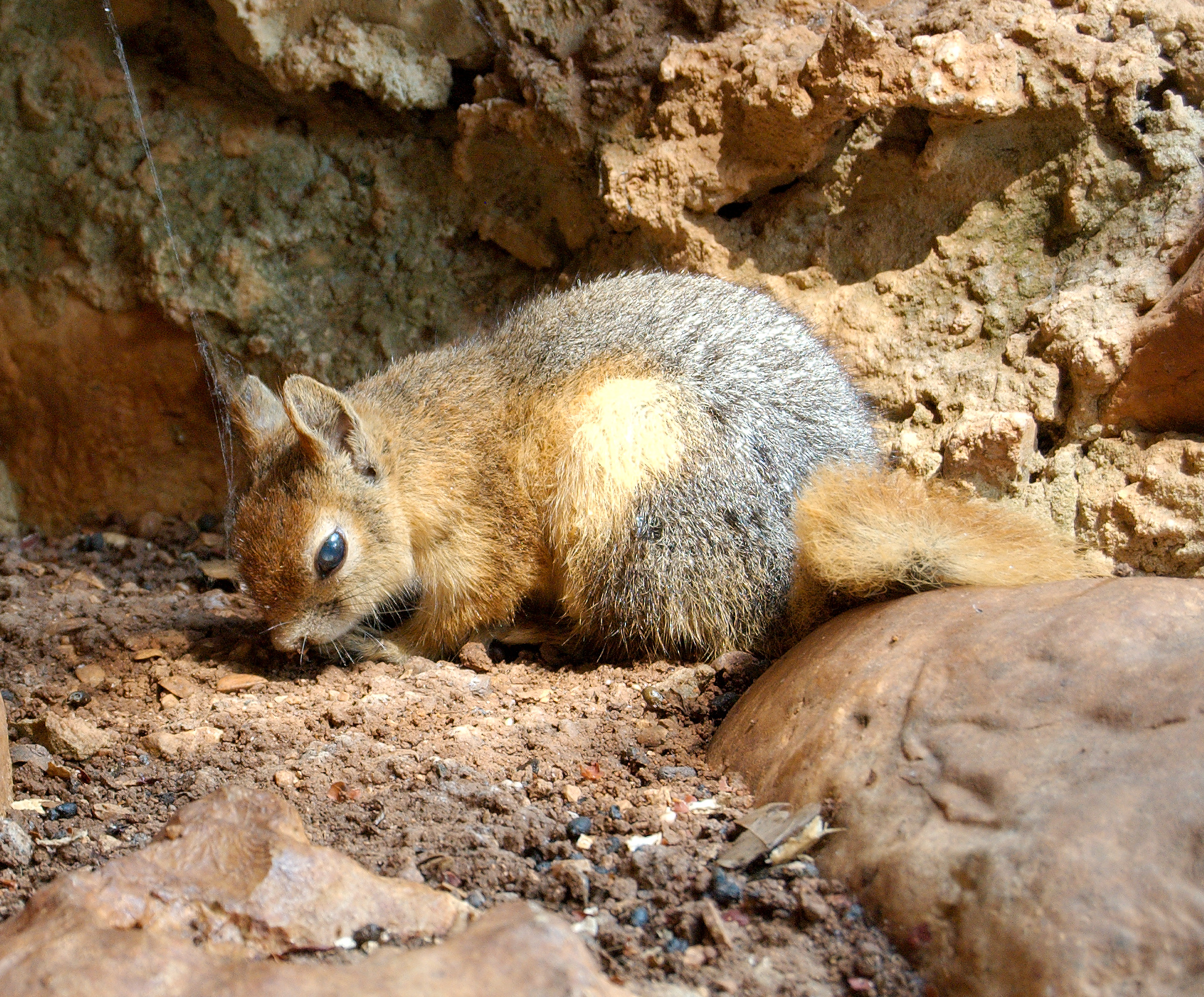
سنجاب فارسي

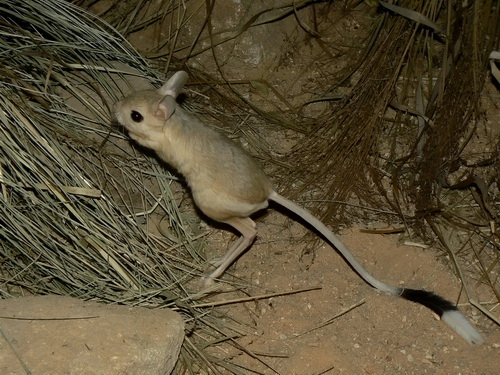
يربوع مصري كبير

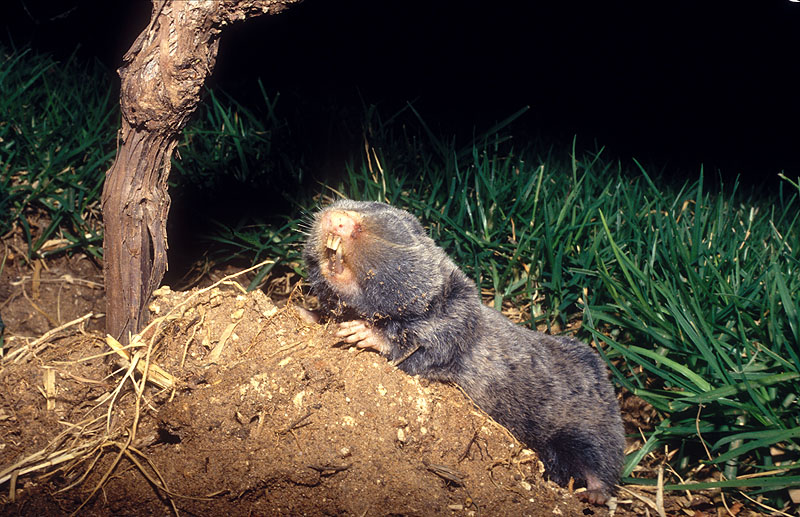
خلد فلسطيني

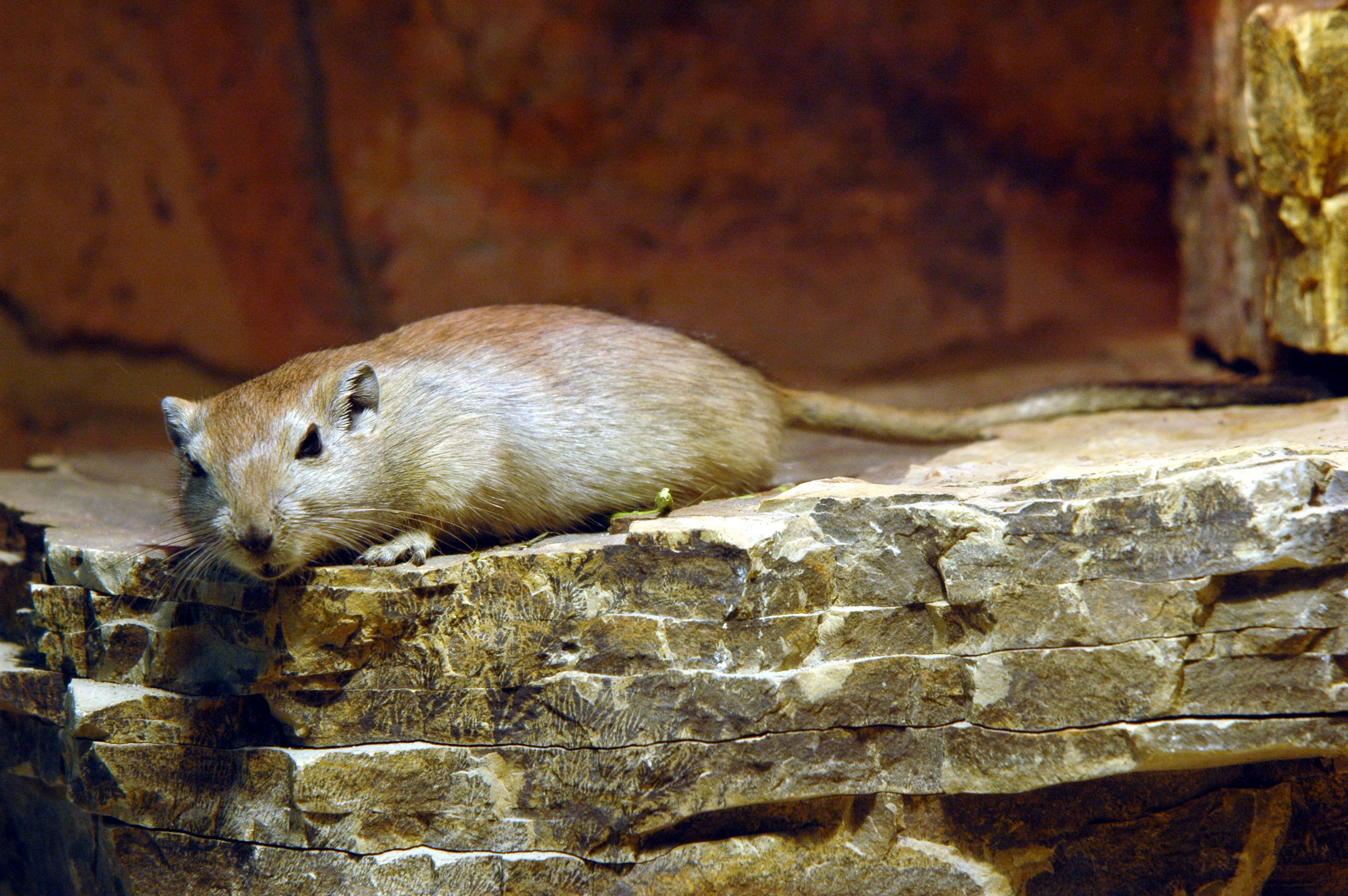
فأر الرمل

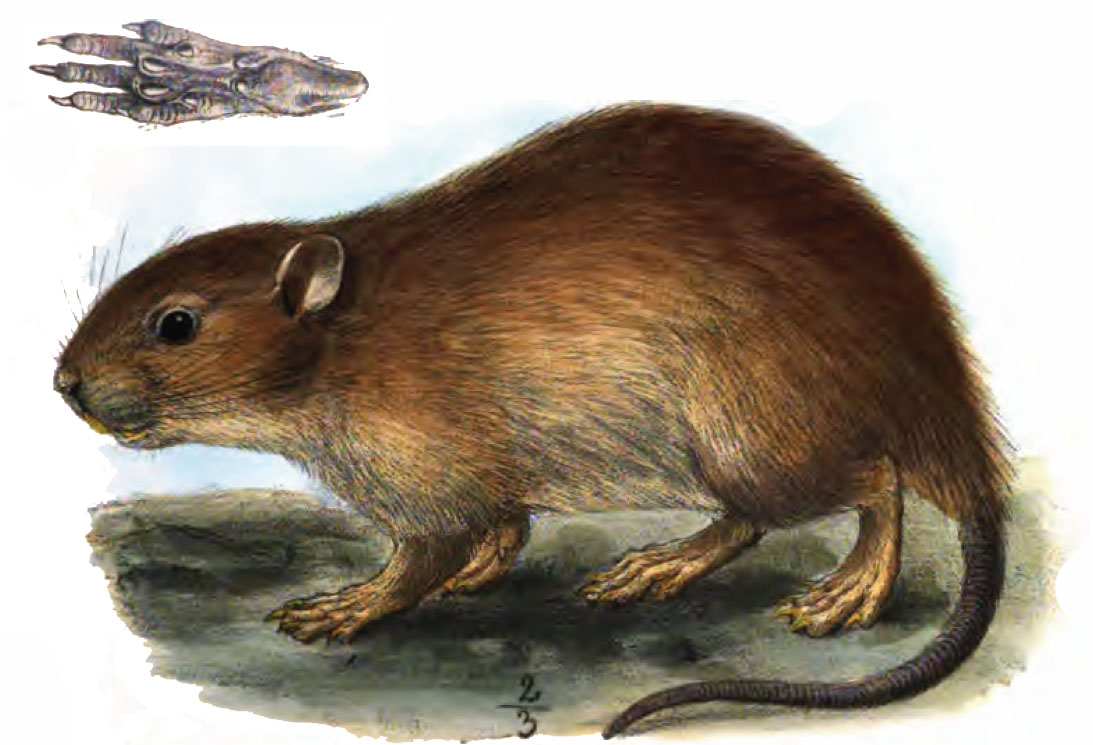
رسم ركين هندي قصير الذيل

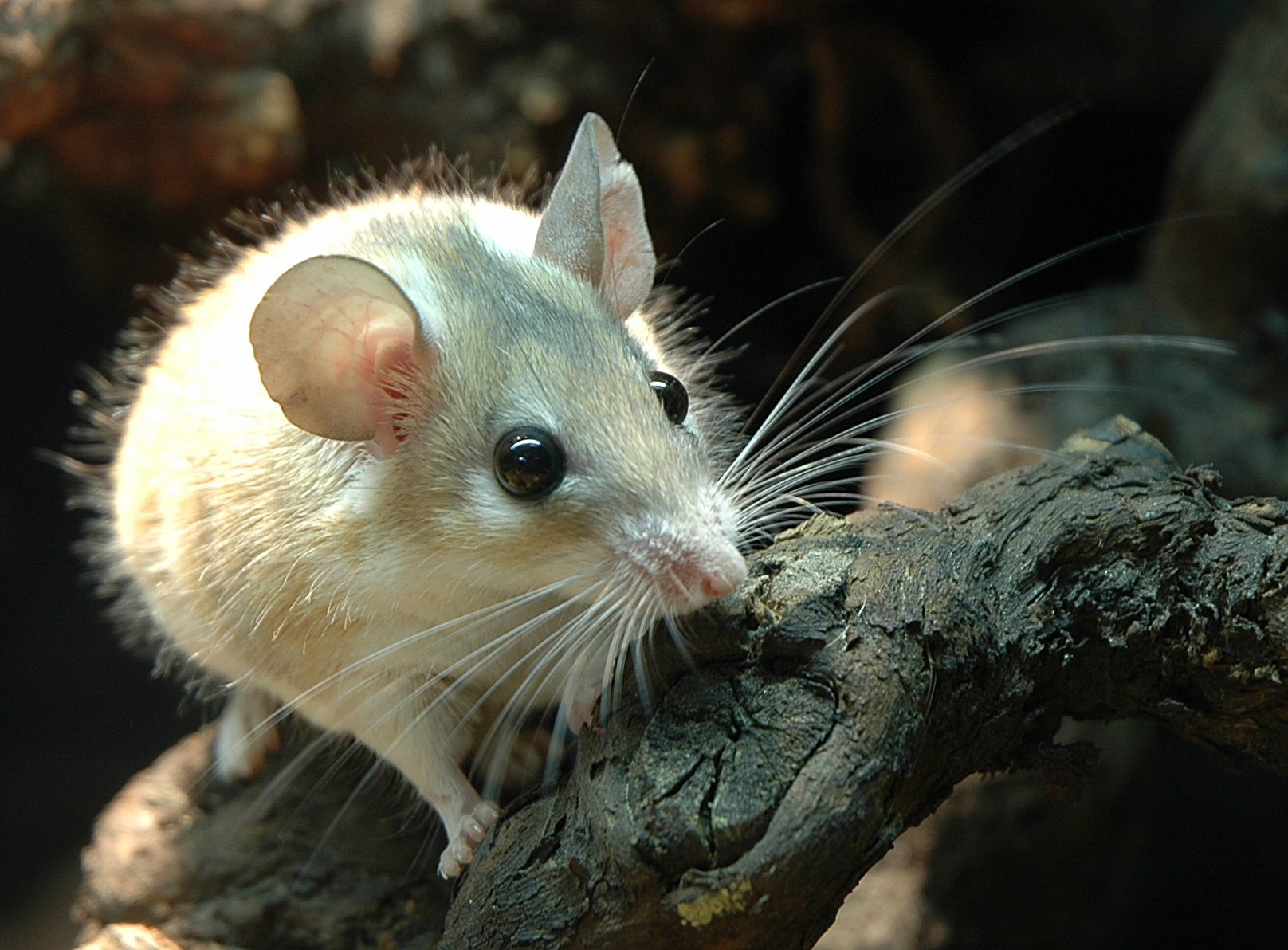
فأر شوكي عربي

تشكل القوارض أكبر رتبة من الثدييات، مع أكثر من 40٪ من أنواع الثدييات. معظم القوارض صغيرة الحجم.
- الرتيبة: شيهميات الفك
  - العائلة: شيهميات العالم القديم
    - الجنس: شيهم
      - شيهم متوج هندي LC

  - العائلة: Myocastoridae
    - الجنس: Myocastor
      - كيب LC
- الرتيبة: سنجابيات الفك
  - العائلة: سنجابيات
    - فصيلة فرعية: سنجاباوات
      - الجنس: سنجاب
        - سنجاب فارسي LC

  - العائلة: زغبية
    - فصيلة فرعية: أزغاب عملاقة
      - الجنس: زغبة حرجية
        - زغبة الغابات LC

      - الجنس: زغبة الحدائق
        - زغبة طويلة الأذن LC

  - العائلة: يربوع
    - فصيلة فرعية: Allactaginae
      - الجنس: Allactaga
        - يربوع فراتي NT

    - فصيلة فرعية: Dipodinae
      - الجنس: Jaculus
        - يربوع مصري صغير LC
        - يربوع مصري كبير LC

  - العائلة: خلديات
    - فصيلة فرعية: مناجذ
      - الجنس: خلد
        - خلد فلسطيني LC

  - العائلة: قداديات
    - فصيلة فرعية: أقداد
    - فصيلة فرعية: ساكنات الحقل
      - الجنس: عكبر
        - Günther's vole  [لغات أخرى]‏ LC

  - العائلة: فأرية
    - فصيلة فرعية: Deomyinae
    - فصيلة فرعية: عضلان
      - الجنس: عضل
        - عضل أندرسوني VU
        - عضل وكنر LC
        - عضل فلاوري LC
        - عضل مصري صغير LC
        - عضل قزم LC
        - عضل بلوشي LC

      - الجنس: جرد
        - جرد غليظ LC
        - جرد ليبي LC
        - Buxton's jird  [لغات أخرى]‏ VU
        - Tristram's jird  [لغات أخرى]‏ LC

      - الجنس: فأر الرمل
        - فأر الرمل LC

      - الجنس: فأر ذو الذيل الكثيف
        - فأر ذو الذيل الكثيف LC

    - فصيلة فرعية: فئران وجرذان العالم القديم
      - الجنس: دثيمة
        - Yellow-necked mouse  [لغات أخرى]‏ LC
        - Steppe field mouse  [لغات أخرى]‏ LC

      - الجنس: ركين
        - ركين هندي قصير الذيل LC

      - الجنس: جرذ
        - جرذ بني LC
        - جرذ أسود LC

      - الجنس: فأر
        - فأر مقدوني LC
        - فأر المنازل LC

    - فصيلة فرعية: Deomyinae
      - الجنس: فأر شوكي
        - فأر شوكي عربي LC
        - فأر شوكي ذهبي LC

## الرتبة:أرنبيات الشكل

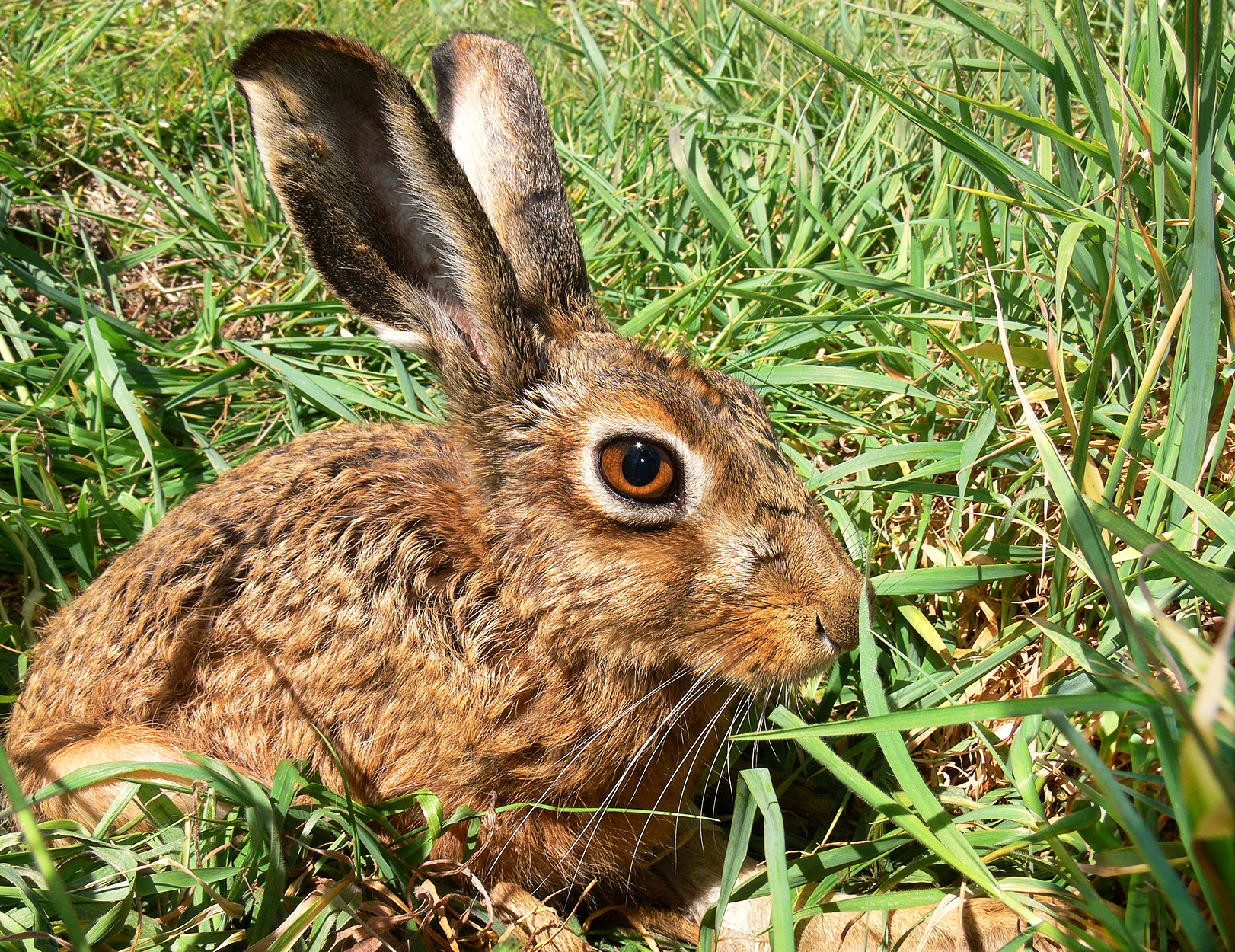
قواع صحراوي

تتألف الأرنبيات من عائلتين، أرنبيات ( قواع والأرانب)، والبَرْنَبُ (البيكا).
- العائلة: أرنبيات (الأرانب البرية والأرانب)
  - فصيلة فرعية: الأَرْنَبِيَّات
    - الجنس : قواع
      - قواع صحراوي LC
      - قواع أوروبي LC

## الرتبة:قنفذيات(القنافذ والجمباز)
تحتوي رتبة القنفذيات على فصيلة واحدة، والتي تضم القنافذ والقنافذ المشعرة. يمكن التعرف بسهولة على القنافذ من خلال أشواكها.
- العائلة: قنفذيات (القنافذ)
  - فصيلة فرعية: قنفذ
    - الجنس: قنفذ بري
      - القنفذ الجنوبي أبيض الصدر (الاسم العلمي: Erinaceus concolor) LC

    - الجنس: قنفذ نصفي
      - قنفذ طويل الأذن LC

    - الجنس: قنفذ جنيبي
      - قنفذ حبشي LC

## الرتبة:زبابيات الشكل

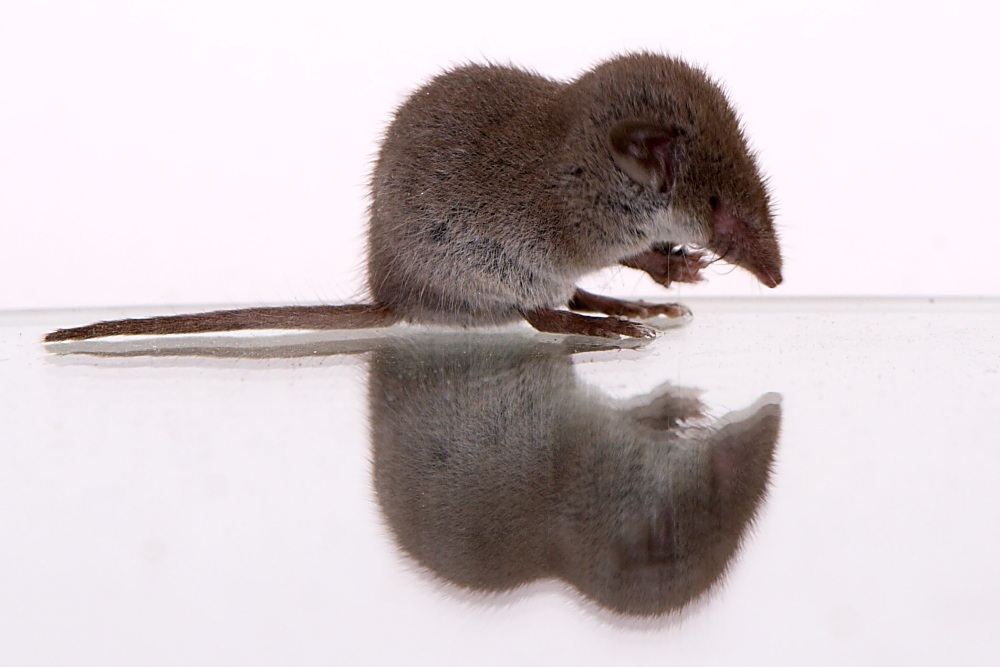
زباب أصغر أبيض الأسنان

هي ثدييات آكلة للحشرات. تشبه الفئران إلى حد كبير.
- العائلة: الزبابات
  - فصيلة فرعية: قرضاميات
    - الجنس: قرضامة
      - الزبابة ذات اللونين Crocidura leucodon [الإنجليزية] LC
      - زباب أصغر أبيض الأسنان LC
      - زبابة النقب Crocidura ramona [الإنجليزية] LC

    - الجنس : Suncus  [الإنجليزية]
      - الزبابة الأترورية (الاسم العلمي: Suncus etruscus) LC

## الرتبة:خفاشيات

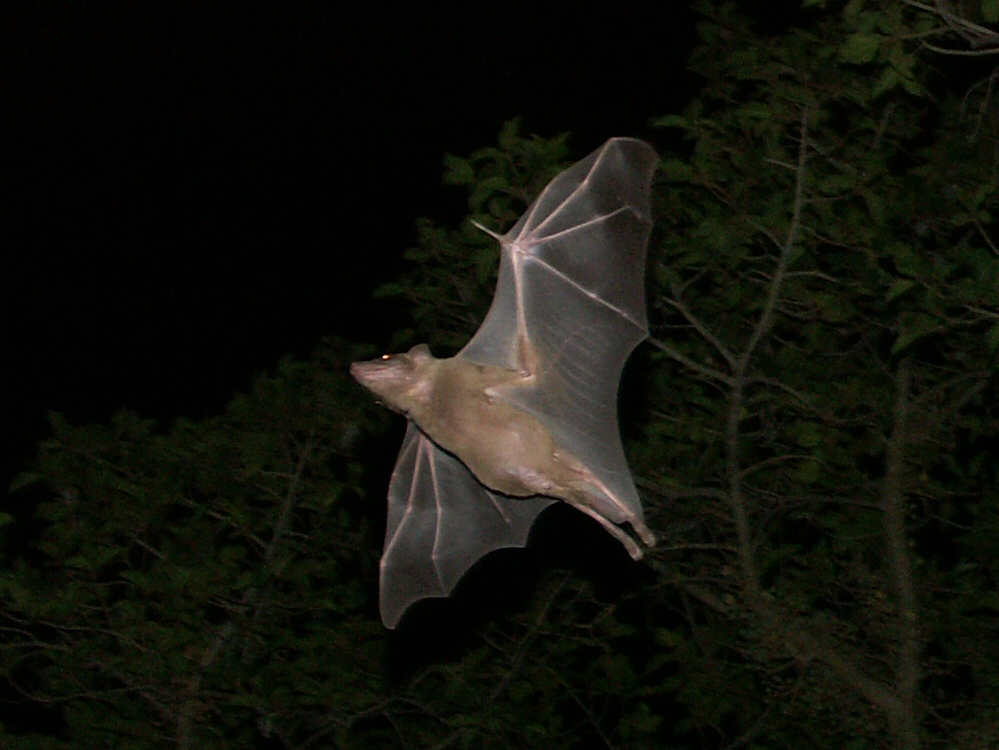
خفاش الفاكهة المصري

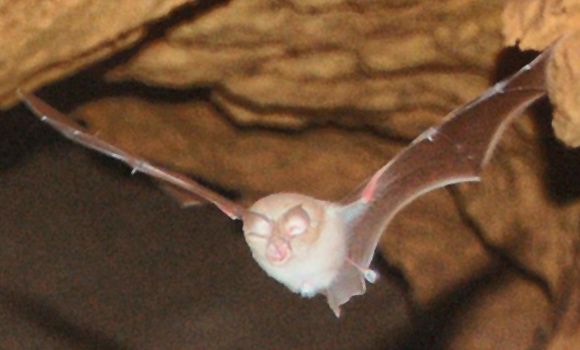
خفاش الحذوة المتوسطي

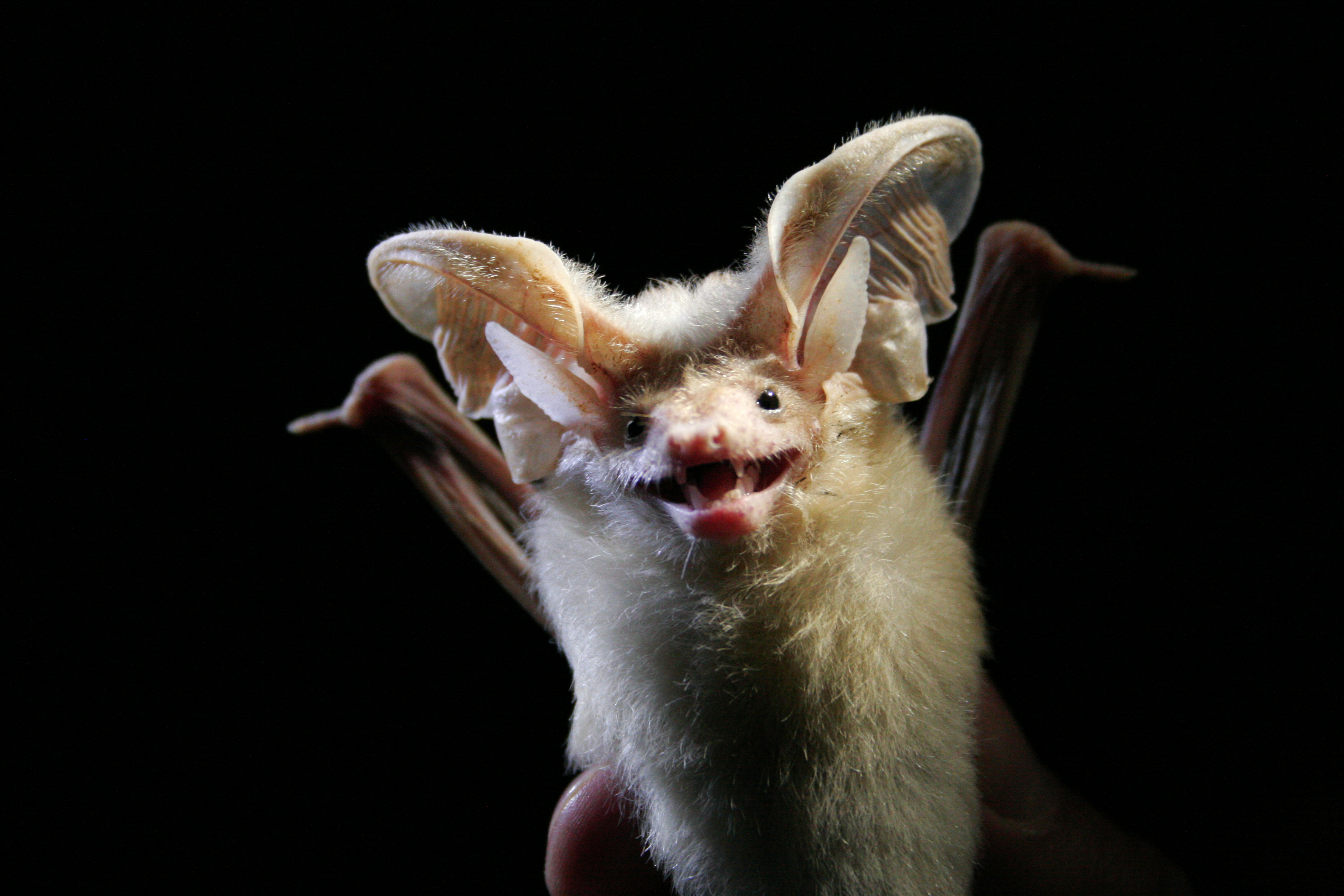
خفاش طويل الأذنين الصحراوي

الميزة الأكثر تميزًا للخفافيش هي أن أطرافها الأمامية تطورت كأجنحة، تمثل أنواع الخفافيش حوالي 20% من جميع الثدييات.
- الرتيبة: خفافيش الفاكهة
  - العائلة: خفافيش الفاكهة
    - الجنس: روزيتا
      - خفاش الفاكهة المصري LC
- الرتيبة: خفافيش صغيرة
  - العائلة: رماسيات
    - الجنس: Taphozous
      - Naked-rumped tomb bat  [لغات أخرى]‏ LC
      - خفاش القبور المصري LC

  - العائلة: خفاشيات العالم القديم ورقية الأنف
    - الجنس: Asellia
      - خفاش ثلاثي الشعب LC

  - العائلة: هيعريات
    - الجنس: Tadarida
      - خفاش حر الذيل الأوروبي LC

  - العائلة: Nycteridae (slit-faced bats)
    - الجنس: Nycteris
      - الخفاش المصري مشقوق الوجه  [لغات أخرى]‏ LC

  - العائلة: خفاش حدوة الفرس
    - الجنس: خفاش حدوة الفرس
      - الخفاش النضوي بلازيوس  [لغات أخرى]‏ LC
      - الخفّاش النّضوي جوفروي  [لغات أخرى]‏ LC
      - خفاش الحذوة المتوسطي NT
      - خفاش الحذوة الكبير LC
      - خفاش الحذوة الصغير LC
      - خفاش حذوة ميهيلي VU

  - العائلة: خفاش ذيل الفأر
    - الجنس: خفاش ذيل الفأر
      - خفاش فأري الذيل الصغير  [لغات أخرى]‏ LC
      - خفاش فأري الذيل الكبير  [لغات أخرى]‏ LC

  - العائلة: خفافيش الليل
    - الجنس: Eptesicus
      - خفاش إينس  [لغات أخرى]‏ LC
      - الخفاش الشائع  [لغات أخرى]‏ LC

    - الجنس: هوائي المولد
      - وطواط الصحراء DD

    - الجنس: زنباع
      - خفاش شرايبر CD

    - الجنس: Myotis
      - خفاش ذو اذنين صغيرة LC
      - الخفاش ذو الأصابع الطويلة  [لغات أخرى]‏ VU
      - خفاش جوفروا  [لغات أخرى]‏ LC
      - خفاش ناتوري  [لغات أخرى]‏ LC

    - الجنس: Nyctalus
      - خفاش آكل الحشرات الشائع  [لغات أخرى]‏ LC

    - الجنس: خفاش أذني
      - خفاش طويل الأذنين الصحراوي/LC

    - الجنس: Pipistrellus
      - خفاش كوهل LC
      - خفاش روبل  [لغات أخرى]‏ LC

## الرتبة:حيتانيات

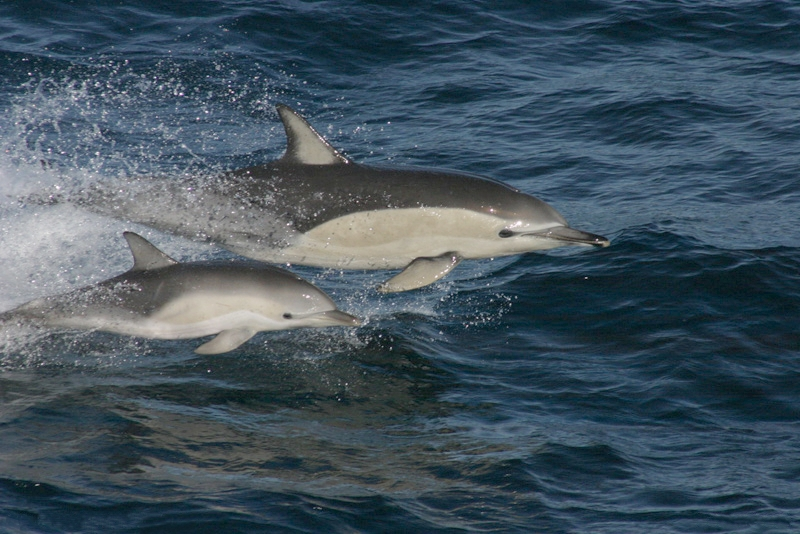
دلفين مألوف قصير المنقار

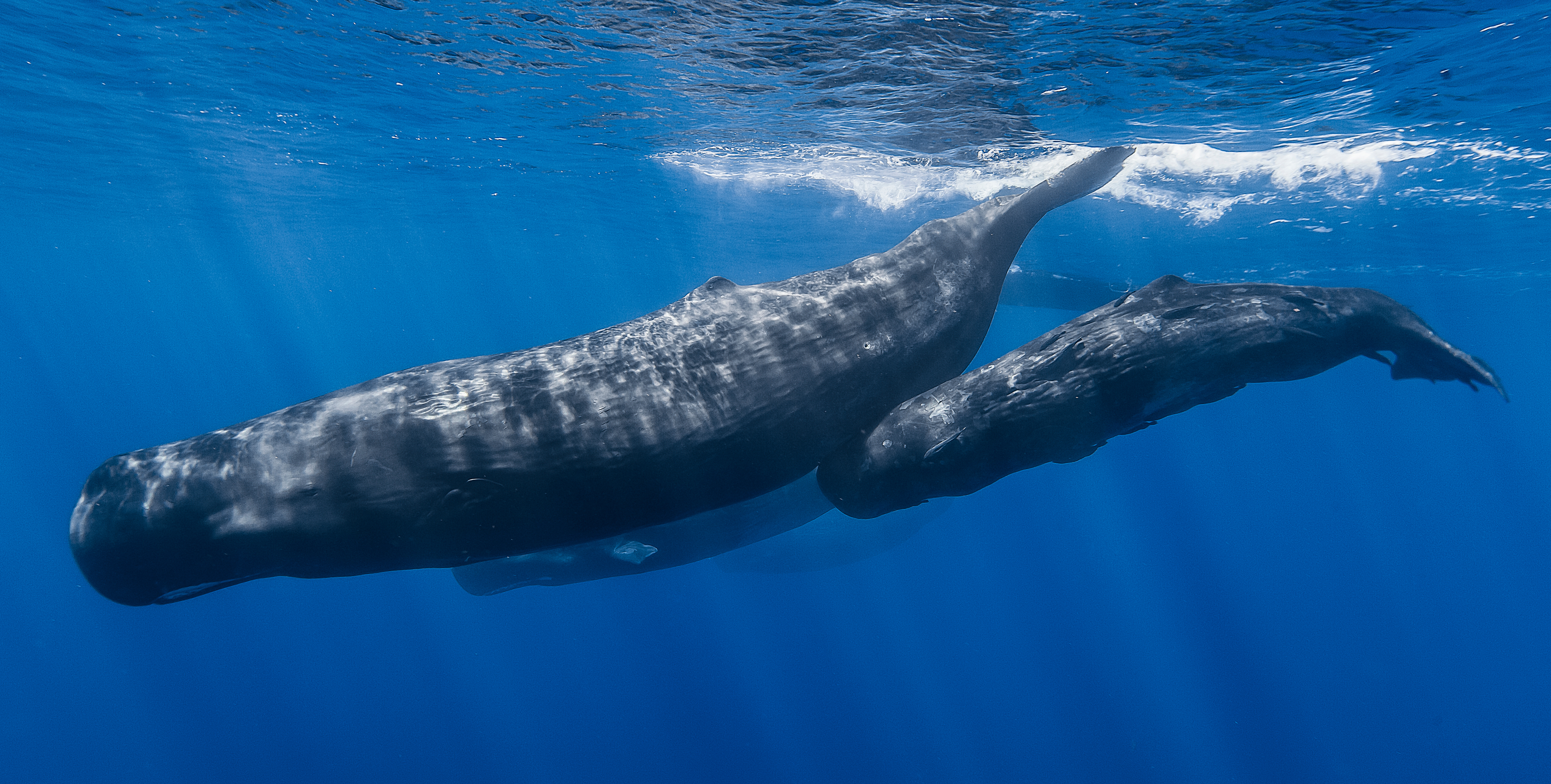
مجموعة حوت العنبر

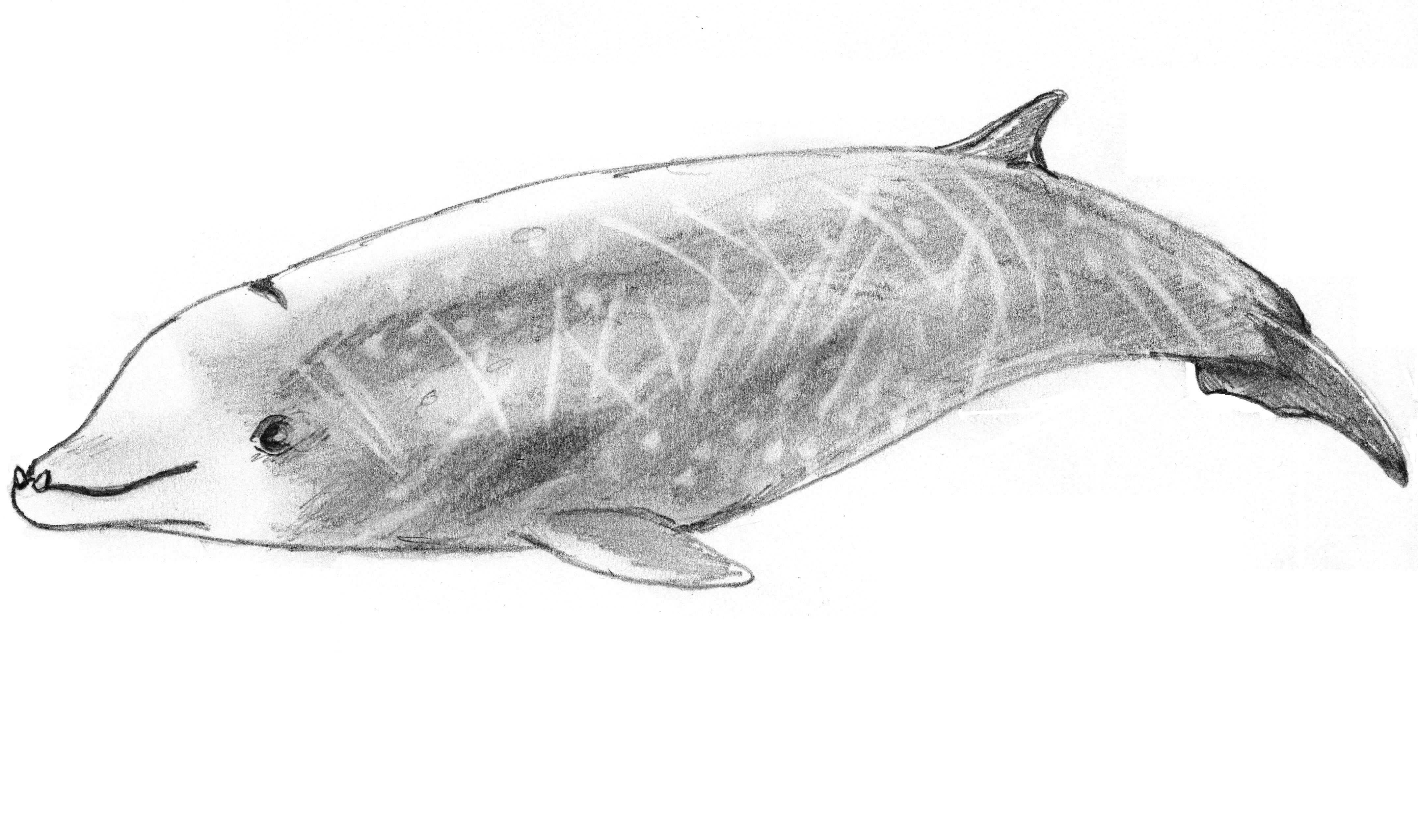
حوت كوفييه ذو المنقار

تضم رتبة الحيتانيات الحيتان والدلافين وخنازير البحر. الأنواع المذكورة أدناه تشمل أيضًا الأنواع المسجلة في البحر الشامي.
- الرتيبة: حيتان بالينية
  - العائلة: هراكلة
    - الجنس: هركول
      - حوت زعنفي EN[1]
      - حوت المنك المألوف LC [1]
- فصيلة فرعية: جمل البحر
  - الجنس: جمل البحر
    - جمل البحر LC[1]
- الرتيبة: حيتان مسننة
  - العائلة: حيتان العنبر
    - الجنس: حيتان نافثة
      - حوت العنبر VU

  - العائلة: حوت منقاري
    - الجنس: دحاس
      - دحاس شمالي LC

    - الجنس: حيتان مركزية الأسنان
      - حوت منقاري لبلينفيل DD

    - الجنس: حوت كوفييه ذو المنقار
      - حوت كوفييه ذو المنقار LC

    - الجنس: حيتان مركزية الأسنان
      - الحوت المنقاري لجيرفيه DD[1]

  - العائلة: دلفين محيطي
    - الجنس: دلفين مألوف قصير المنقار
      - دلفين مألوف قصير المنقار LC

    - الجنس: دلفين ريسو
      - دلفين ريسو LC

    - الجنس: دخشم
      - الحوت القاتل الكاذب DD

    - الجنس: دلفين منقط
      - دلفين أزرق أبيض LC
        - دلفين مداري منقط[1]

      - الجنس: دلافين سنامية
        - دلفين أبيض صيني DD

    - الجنس: دخاس
      - دخاس LC

    - الجنس: دلفين قاروري الأنف
      - دلفين شائع قاروري الأنف LC
      - الجنس: دلفين ريسو
        - دلفين ريسو LC

      - الجنس: حوت قاتل
        - حوت قاتل DD[1]

      - الجنس: دخشم
        - الحوت القاتل الكاذب DD[1]

      - الجنس: الحوت الطيار
        - حوت مرشد طويل الزعانف DD[1]

## الرتبة:آكلة اللحوم

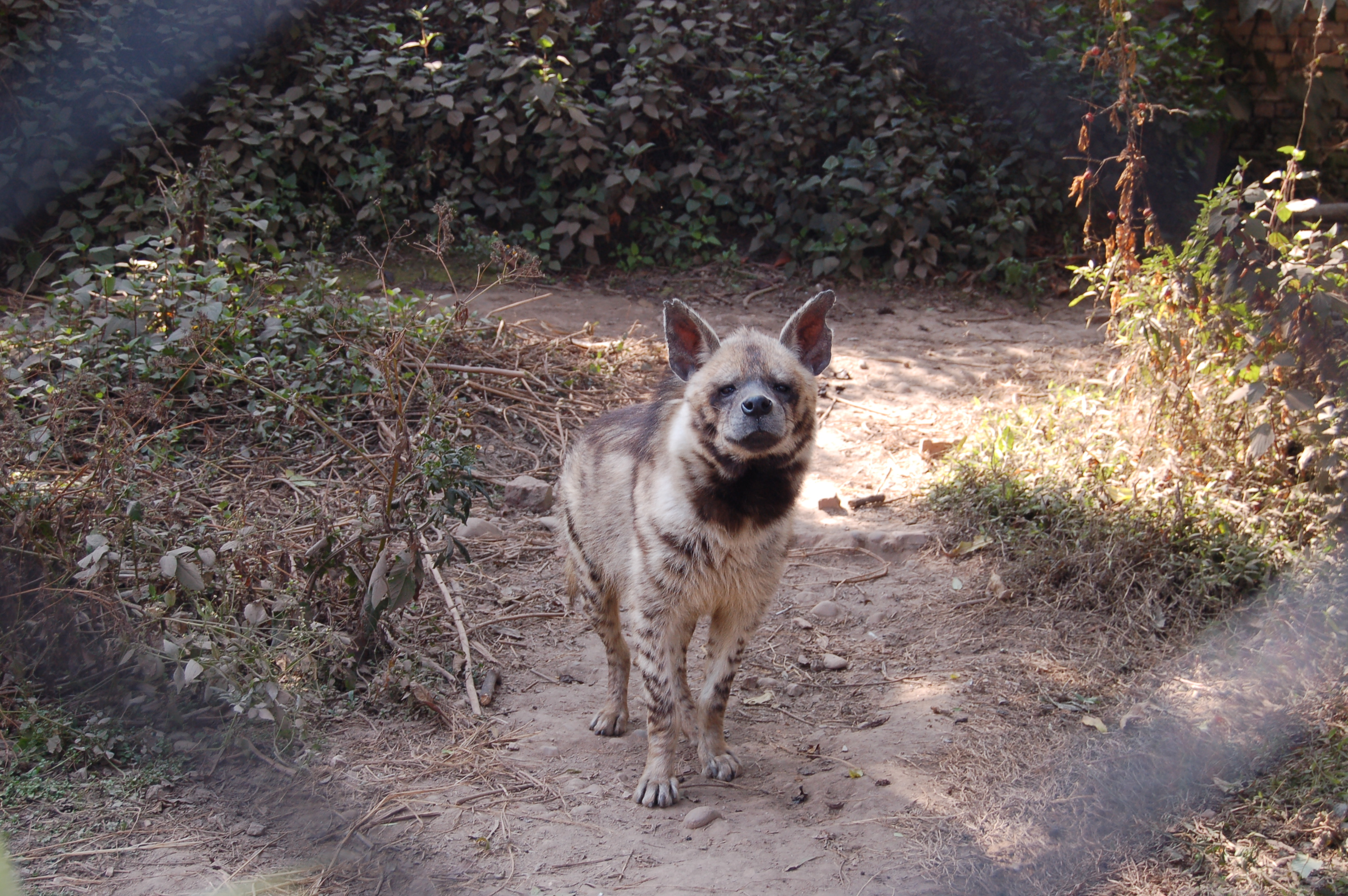
ضبع مخطط

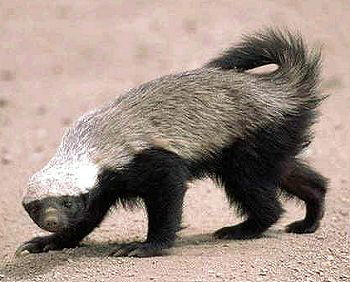
غرير العسل

هناك أكثر من 260 نوعًا من الحيوانات آكلة اللحوم، معظمها يتغذى بشكل أساسي على اللحوم.
- الرتيبة: سنوريات الشكل
  - العائلة: سنوريات (القطط)
    - الجنس: عناق الأرض
      - عناق الأرض LC

    - الجنس: قط
      - تفة LC
      - ضيون إفريقي LC

  - العائلة: نمسيات
    - الجنس: نمس
      - نمس مصري LC

  - العائلة: ضبع
    - الجنس: ضبع مخططة
      - ضبع مخططة NT
- الرتيبة: كلبيات الشكل
  - العائلة: كلبيات
    - الجنس: كلب
      - ابن آوى الذهبي LC
      - ذئب رمادي LC
        - ذئب عربي
        - ذئب إيراني

    - الجنس: ثعلب
      - ثعلب أفغاني LC
      - ثعلب الرمل LC
      - ثعلب أحمر LC

  - العائلة: ابن عرس
    - الجنس: خز
      - دلق LC

    - الجنس: غرير أوراسي
      - غرير قوقازي  [لغات أخرى]‏ NE

    - الجنس: ظربان
      - غرير العسل LC

    - الجنس: Vormela
      - ابن عرس منتن مجزع VU
- الرتيبة: زعنفيات الأقدام
  - العائلة: فقميات
    - الجنس: فقمة الراهب المتوسطية
      - فقمة الراهب المتوسطية EN

## الرتبة:مزدوجات الأصابع

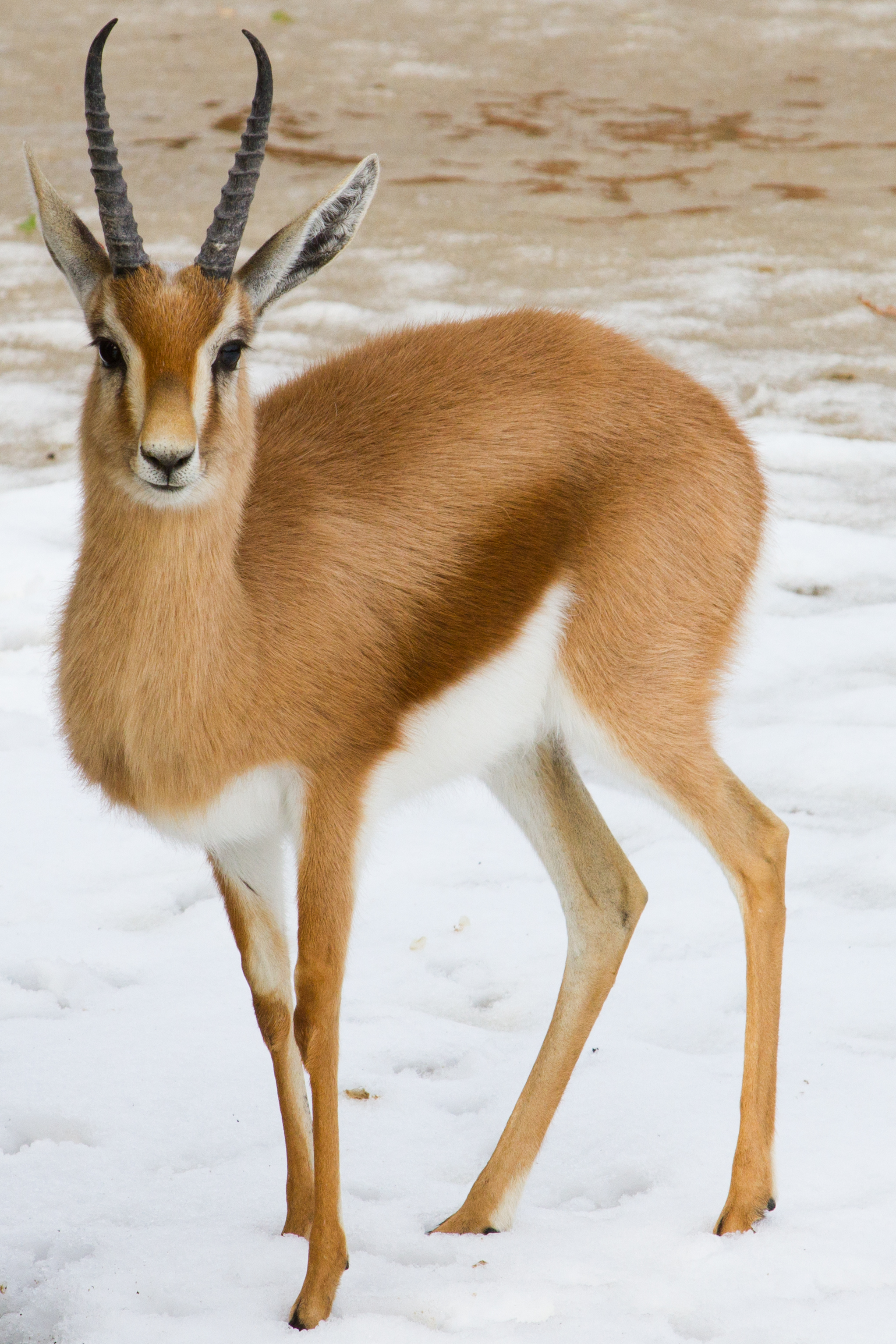
آدم

هناك حوالي 220 نوعًا من أنواع مزدوجات الأصابع، بما في ذلك العديد منها ذات أهمية اقتصادية كبيرة للإنسان.
- العائلة: خنزيريات
  - فصيلة فرعية: Suinae [الإنجليزية]
    - الجنس : خنزير أليف
      - الخنزير البري LC
- العائلة: البقريات (الأبقار، الظباء، الماعز)
  - فصيلة فرعية: ظبائيات
    - الجنس: غزال
      - أعفر VU
      - آدم VU

  - فصيلة فرعية: وعليات
    - الجنس: وعل
      - وعل نوبي VU

## انقرضت محليا
الأنواع التالية منقرضة محلياً في فلسطين:
- فهد
- مهاة أبو عدس
- ثيتل
- يحمور أوروبي
- أيل أحمر [2]
- أيل العراق
- أخدر
- قط الرمال
- مهاة عربية
- أسد
- نمر
- الدب البني